# トランプ・メディア・アンド・テクノロジー・グループ
トランプ・メディア・アンド・テクノロジー・グループ (英語: Trump Media & Technology Group Corp.、TMTG) は、2021年2月に実業家で元アメリカ合衆国大統領のドナルド・トランプによって設立されたアメリカのメディア及びテクノロジー企業である。

## 概要
2021年10月20日、トランプ・メディア・アンド・テクノロジー・グループ（TMTG）と特別買収目的会社のデジタル・ワールド・アクイジション（DWAC、NASDAQ上場）は、2つの事業体を統合し、TMTGが上場企業となることを可能にする正式な合併契約を締結したことを発表した。
TMTGが発表した将来の製品にはTruth Social (ソーシャル・ネットワーキング・サービス) とTMTG+ (ビデオ・オン・デマンドサービス) が含まれている。
TMTGは「インターネットをビッグ・テックの検閲から取り戻す」ことを事業の方向性としている。なお、ビッグ・テック系のソーシャルメディアは連邦議会議事堂襲撃事件を受けて自社のプラットフォーム上のドナルド・トランプの公開ページを閉鎖していた。
2024年3月26日、DWACを吸収合併して同日よりNASDAQに上場した。証券取引委員会への提出資料によると2023年1月から9月までの売上が340万ドル、同期間の純損失が4,900万ドルであった。公開初日の終値はDWACの前日終値より16%高の57.99ドルであったが、専門家は「バリュエーションはファンダメンタルズに比べて割高」とし、株高についてはMAGAに代表されるトランプ支持者による熱意の表れではないかとの見解を示している。
2024年9月26日に公表された資料によると、同年3月時点で752万5,000株のTMTG株を所有していたTMTGの共同創業者であるアンドリュー・リティンスキーやウェス・モスが経営するUnited Atlantic Venturesが、100株を残して全て売却したことが明らかとなった。26日時点の株価13.98ドルで換算すると、売却額は少なくとも8,800万ドル（約127億円）。ロックアップが解除されたタイミング売却したと見られる。